# Saison 2018-2019 du Cercle Bruges KSV
Maillots
Chronologie
Saison précédente Saison suivante
La saison 2018-2019 du Cercle Bruges KSV voit le club évoluer en Division 1A. C'est la 80e saison du club au plus haut niveau du football belge et la 1re saison depuis sa montée de Division 1B. Le club participe également à la Coupe de Belgique.

## Préparation d'avant-saison

### Matchs amicaux
| 1er match                        | Cercle Bruges KSV | 1 - 2   | KV Malines              | Sportterrein Ter Beke, Oudenburg |  |
| Mercredi 27 juin 2018 19:00 CEST | Tormin 1re        | (1 - 0) | Mera 57e · De Witte 70e |                                  |  |

| 2e match                       | Cercle Bruges KSV | 0 - 2   | Charleroi SC  | Complex sportif de Kortemark, Kortemark |  |
| Samedi 30 juin 2018 18:00 CEST |                   | (0 - 0) | Bédia 58e 87e |                                         |  |

| 3e match                           | Cercle Bruges KSV | 0 - 0   | KSC Lokeren | Sportpark 't Veld, Damme |  |
| Mercredi 4 juillet 2018 19:00 CEST |                   | (0 - 0) |             |                          |  |

| 4e match                         | Waasland-Beveren | 1 - 2   | Cercle Bruges KSV     | Stade du KVK Svelta Melsele, Melsele |  |
| Samedi 7 juillet 2018 14:00 CEST | Badibanga 15e    | (1 - 2) | Tormin 39e · Omar 45e |                                      |  |

| 5e match                          | Cercle Bruges KSV         | 2 - 3   | AS Monaco                              | Stade Jan Breydel, Bruges |  |
| Samedi 14 juillet 2018 19:00 CEST | Nguinda 45e · Cardona 50e | (1 - 2) | Jovetić 25e · Lopes 32e · Grandsir 78e |                           |  |

| 6e match                            | Cercle Bruges KSV | 2 - 2   | US Boulogne             | Stade Gerard Houllier, Le Touquet-Paris-Plage |  |
| Vendredi 20 juillet 2018 18:00 CEST | De Belder 17e 90e | (1 - 1) | Beghin 17e · Konaté 61e |                                               |  |

| 7e match                          | Cercle Bruges KSV | 1 - 2   | Stade de Reims           | Stade Gerard Houllier, Le Touquet-Paris-Plage |  |
| Samedi 21 juillet 2018 17:30 CEST | Omolo 70e         | (0 - 1) | Chavarría 11e · Kyei 76e |                                               |  |

## Transferts

### Été 2018
| Nom                   | Nationalité   | Poste     | Transfert           | Provenance/Destination | Division                                |
| --------------------- | ------------- | --------- | ------------------- | ---------------------- | --------------------------------------- |
| Arrivées              |               |           |                     |                        |                                         |
| Pierre-Daniel Nguinda | Cameroun      | Défenseur | Prêt                | AS Monaco              | Ligue 1                                 |
| Yoann Etienne         | France        | Défenseur | Prêt                | AS Monaco              | Ligue 1                                 |
| Naomichi Ueda         | Japon         | Défenseur | Transfert           | Kashima Antlers        | J1 League                               |
| Abud Omar             | Kenya         | Défenseur | Transfert           | Slavia Sofia           | Parva Liga                              |
| Vitinho               | Brésil        | Défenseur | Transfert           | Cruzeiro               | Série A                                 |
| Niels Coussement      | Belgique      | Défenseur | Retour de prêt      | RFC Knokke             | Division 1 amateurs                     |
| Carlens Arcus         | Haïti         | Défenseur | Retour de prêt      | AJ Auxerre             | Ligue 2                                 |
| Kévin Appin           | France        | Milieu    | Prêt                | AS Monaco              | Ligue 1                                 |
| Kylian Hazard         | Belgique      | Milieu    | Prêt                | Chelsea FC             | Premier League                          |
| Franck Irie           | Côte d'Ivoire | Milieu    | Prêt                | AS Monaco              | Ligue 1                                 |
| Arnaud Lusamba        | France        | Milieu    | Prêt                | OGC Nice               | Ligue 1                                 |
| Karel Van Roose       | Belgique      | Milieu    | Retour de prêt      | KM Torhout             | Division 2 amateurs                     |
| Stephen Buyl          | Belgique      | Attaquant | Retour de prêt      | KVC Westerlo           | Division 1B                             |
| Adrien Bongiovanni    | France        | Attaquant | Prêt                | AS Monaco              | Ligue 1                                 |
| Départs               |               |           |                     |                        |                                         |
| Niels Coussement      | Belgique      | Défenseur | Transfert définitif | SKV Zwevezele          | 1ère Provinciale de Flandre-Occidentale |
| Carlens Arcus         | Haïti         | Défenseur | Transfert définitif | AJ Auxerre             | Ligue 2                                 |
| Xandão                | Brésil        | Défenseur | Fin de contrat      | Sans club              |                                         |
| Benjamin Delacourt    | France        | Défenseur | Fin de contrat      | Sans club              |                                         |
| Elderson Echiéjilé    | Nigeria       | Défenseur | Retour de prêt      | AS Monaco              | Ligue 1                                 |
| Emmanuel Imorou       | Bénin         | Défenseur | Retour de prêt      | Stade Malherbe Caen    | Ligue 1                                 |
| Jordy Gaspar          | France        | Défenseur | Retour de prêt      | AS Monaco              | Ligue 1                                 |
| Tristan Muyumba       | France        | Milieu    | Retour de prêt      | AS Monaco              | Ligue 1                                 |
| Guillaume De Schryver | Belgique      | Milieu    | Transfert définitif | KVC Westerlo           | Division 1B                             |
| Crysan                | Brésil        | Attaquant | Retour de prêt      | Atlético Paranaense    | Série A                                 |

## Statistiques
Les matchs amicaux ne sont pas pris en compte.